# Aurora de Albornoz
Aurora de Albornoz Peña (Luarca, 22 de enero de 1926-Madrid, 6 de junio de 1990) fue una escritora, poeta, crítica literaria, profesora y ensayista española. En su juventud, vivió en su localidad natal con sus padres, hermanos y demás familiares, y allí pasó la guerra civil española de 1936 a 1939, acontecimiento que influyó en su poesía posterior.

## Biografía
Era de una familia de notables poetas y políticos. Su abuelo y su padre eran conocidos poetas locales.  Su padre fue Manuel de Albornoz Carreras y su madre María Peña Fernández. El tío de su padre, Álvaro de Albornoz, fue ministro de Justicia del gobierno de la Segunda República Española hasta la Guerra Civil. Con el tiempo, se convirtió en el presidente del gobierno republicano en el exilio en París y en México D. F.; mientras continuaba en España la dictadura de Franco. En 1959, su tío Severo Ochoa de Albornoz (que había huido de España con un pasaporte republicano), mientras vivía y trabajaba en los Estados Unidos, fue galardonado con el Premio Nobel de Fisiología o Medicina con Arthur Kornberg, por descifrar el ARN.
Desde la década de 1890, su familia había estado involucrada en negocios en Puerto Rico. En 1944, con dieciocho años de edad, Aurora de Albornoz se exilió con su familia a San Juan. Allí comenzó su educación universitaria, y obtuvo una maestría en Artes por la Universidad de Puerto Rico. Por entonces, comenzó a estudiar bajo la tutela del Premio Nobel andaluz Juan Ramón Jiménez.  
En agosto de 1950 se casó en Puerto Rico con el andaluz Jorge Enjuto Bernal. Como Albornoz, Enjuto Bernal era de una familia republicana exiliada. Su padre, Federico Enjuto Ferrán, fue un magistrado republicano que formó parte del tribunal que juzgó a José Antonio Primo de Rivera, el fundador de la Falange. Después de vivir en Puerto Rico, y luego por un corto tiempo en Kansas, y posteriormente en París, en 1957 el matrimonio se disolvió en 1967.

## Carrera
También en ese tiempo comenzó a enseñar. En 1955, le concedieron con el apoyo de Juan Ramón Jiménez una beca para estudiar literatura comparada en La Sorbona en París. Así regresó a Europa para continuar sus estudios en París, con José Bergamín, un celebérrimo poeta y crítico español que vivía en el exilio. Luego, regresó a España, para completar su doctorado en la Universidad de Salamanca.  Todo el trabajo académico de Albornoz se realizó casi exclusivamente sobre el tema de los escritores exiliados de España.
Entre otras publicaciones, en 1961, Albornoz publicó en Puerto Rico, Poesías de Guerra de Antonio Machado una compilación de poemas de guerra de Antonio Machado, trabajo que fue prohibido, y no se permitió que se publicara en la España de Franco.
Recibido su título en 1966, regresó a Puerto Rico para convertirse en profesora de la Universidad de Puerto Rico.
En 1968, Albornoz retornó a Madrid, donde enseñó en el Departamento de Humanidades, de la Universidad Autónoma de Madrid, y en la Universidad de Nueva York en España. Además de ser profesora y poetisa, Albornoz era ya una erudita célebre; se había convertido en una autoridad crítica fundamental de los trabajos de Miguel de Unamuno, Pablo Neruda, César Vallejo, Rosalía de Castro, Federico García Lorca y particularmente Antonio Machado, Juan Ramón Jiménez, y José Hierro. Como ya se ha dicho, por su situación de exiliada, su interés, naturalmente, se extendió a la obra de los poetas españoles exiliados como José Bergamín en París, Rafael Alberti en Buenos Aires, y León Felipe y Juan Rejano en México D. F.
A lo largo de España y en América (Estados Unidos, Puerto Rico, México), Albornoz enseñó en muchos cursos, participando en numerosos congresos, coloquios y reuniones de escritores, colaborando en las actividades culturales que se ocupaban de becas, como de sus actividades en periódicos, revistas, programas de radio, jurados de premios, y de grupos literarios.  
Albornoz se sintió convocada a introducir, presidir, o leer a españoles emergentes como Claudio Rodríguez, José Manuel Caballero Bonald, José Ramón Ripoll, Fanny Rubio, Álvaro Salvador, el erudito cubano José Olivio Jiménez, Juan Macías, Dionisio Cañas y Luis García Montero.
El 6 de junio de 1990, Aurora de Albornoz, a los 64 años, falleció en su departamento de Madrid. Fue afectada por una hemorragia cerebral. Como fuera su voluntad, sus restos descansan en el cementerio Santa María Magdalena de Pazzis en el viejo San Juan (Puerto Rico).[cita requerida]
Además de una gran cantidad de trabajos críticos de libros, antologías y de periódicos, Albornoz publicó once libros de poesía. Fue una poeta innovadora que incorporó poemas en prosa, collage, y otras técnicas modernistas en su trabajo. Su estilo tuvo conexiones con el movimiento general de la escritura española hacia el "realismo fantástico." Su trabajo es de particular interés ya que se extiende a través de la guerra civil, la generación del 50, y las siguientes generaciones que dieron voz a la experiencia de los exiliados.

## Obra

### Algunas publicaciones
Obras originales
- Brazo de niebla, Santander, Hermanos Bedia, 1957. 1.ª edición más breve, San Juan de Puerto Rico, Coayuco, 1955

- Prosas de París, San Juan de Puerto Rico, (s.n.) 1959

- Poemas para alcanzar un segundo, Madrid, Rialp, 87 pp. 1961

- Por la primavera blanca. Fabulaciones, Madrid, Ínsula, 1962, reedición Granada, Traspiés, 2005, con prólogo de Concepción González-Badía Fraga

- Poemas (Verso y prosa), Cuadernos hispanoamericanos, 189, septiembre 1965, pp. 283-290

- En busca de esos niños en hilera, Santander, La isla de los ratones, 65 pp. 1967

- Palabras desatadas, Málaga, Guadalhorce, 1975

- Palabras reunidas (1967-1977), Madrid, Ayuso, 72 pp. 1983

- Aventura, Turia, 12, pp. 39-41. 1989

- Canciones de Guiomar, Madrid, Torremozas, 60 pp. ISBN 8478390499, ISBN 9788478390496 1990

- Al sur del sur. Poemas, Cádiz, Ayuntamiento de San Roque, 1991

- Cronilíricas. Collage, Madrid, Devenir, 1991

- Pequeños poemas en prosa (inéd.)

Trabajos de crítica
1) Estudios
- La prehistoria de Antonio Machado, Puerto Rico, Universidad, 1961[6]

- Poesías de guerra de Antonio Machado, San Juan, Asomante, 1961

- La presencia de Miguel de Unamuno en Antonio Machado, Madrid, Gredos, 373 pp. 1967

- "Poesía de la España peregrina. Crónica incompleta", in El exilio español de 1939, vol. IV, Madrid, Taurus, 1977, pp. 11-108

- Hacia la realidad creada, Barcelona, Península, 1979. [Incluye: «Unos años de historia y literatura. Un libro de Alfonso Sastre», «de la España peregrina. Un libro de Lorenzo Varela», «La mirada de Juan Rejano», «Aproximación a la obra poética de José Hierro», «José Manuel Caballero Bonald: la palabra como alucinógeno», «Antonio Machado: De mi cartera, teoría y creación», «El “collage-anuncio” en Juan Ramón Jiménez», «En torno a un “nuevo libro” de Juan Ramón Jiménez», «La íntima lógica de César Vallejo (Trilce, LVIII)», «Por los caminos de Rafael Alberti»] José Hierro, Madrid, Júcar, 1982

- "Presencias de Antonio Machado en la España peregrina", Actas del Congreso Internacional “Antonio Machado hacia Europa”, Madrid, Visor, 1993, pp. 233-241

- El Juan Ramón Jiménez de Aurora de Albornoz. N.º 14 de Devenir: Ensayo. Con Fanny Rubio. Editor Juan Pastor, Devenir, 312 pp. ISBN 8496313409, ISBN 9788496313408 2008

2) Prólogos y ediciones
- "Prólogo", en Alfonso Sastre, Las noches lúgubres, Madrid, Júcar, 1973

- Jiménez, Juan Ramón, Nueva antología, estudio preliminar y selección de Aurora de Albornoz, Barcelona, Península, 1973

- De Galdós a García Márquez. Vol. 2 de El comentario de textos ...[et al.] Vol. 9 de Psicología, medicina, pastoral. Con Andrés Amorós, Emilio Alarcos Llorach, Manuel Alvar. 4.ª edición, anotada de Castalia Ediciones, 268 pp. ISBN 8470391763, ISBN 9788470391767 1973

- "Un cuento de Gabriel García Márquez: El ahogado más hermoso del mundo", en VVAA, El comentario de textos 2. De Galdós a García Márquez, Madrid, Castalia, 1974, pp. 283-316

- Jiménez, Juan Ramón, En el otro costado, 1.ª edición preparada y prologada por Aurora de Albornoz, Madrid, Júcar, 163 pp. 1974

- Machado, Antonio, Antología de su prosa, edición de Aurora de Albornoz, Madrid, Cuadernos para el diálogo, 1979

- Hierro, José, Antología, selección e introducción de Aurora de Albornoz, Madrid, Visor, 1980.

- Neruda, Pablo, Poesías escogidas, prólogo de Aurora de Albornoz, Madrid, Aguilar, 1980.

- "Prólogo", en Jiménez, Juan Ramón, Arias tristes, Madrid, Taurus, 1981, pp. 9-45.

- Jiménez, Juan Ramón, Espacio, edición de Aurora de Albornoz, Madrid, Editora Nacional, 1982.

- Juan Ramón Jiménez, Madrid, Taurus, 1983. (Includes, además de una selección de artículos de autores diversos, su trabajo «El “collage-anuncio” en Juan Ramón Jiménez»)

- Alberti, Rafael, Trece bandas y cuarenta y ocho estrellas, estudio preliminar de Aurora de Albornoz, Madrid, Espasa Calpe, 1985

3) Coediciones
- elena Andrés. Chile en el corazón: homenaje a Pablo Neruda, Barcelona, Península, 1975

- julio Rodríguez-Luis. Sensemayá: la poesía negra en el mundo hispanohablante (antología), Madrid, Orígenes, 1980

- guillermo de Torre. Antonio Machado. Poesía y prosa, Buenos Aires, Cuadernos para el diálogo, 1964

## Honores
- diciembre de 2005: la Universidad de Oviedo organizó, con el Ayuntamiento de Valdés y Cajastur, la única reunión científica dedicada hasta la fecha al estudio de la obra de la escritora luarquesa; aquellas jornadas dieron como resultado la primera monografía académica consagrada íntegramente a ella, editada en 2007 por el Servicio de Publicaciones[7]

Miembro
- permanente en el Consejo de jueces para el Premio Internacional Antonio Machado, otorgado cada año en Collioure, Francia[8]

Eponimia
- Calle Poeta Aurora de Albornoz, 29010 Málaga, España[9]
- Calle Aurora de Albornoz, Gijón, Asturias[10]